# Lomatium parryi
Lomatium parryi là một loài thực vật có hoa trong họ Hoa tán. Loài này được (S. Watson) Jeps. mô tả khoa học đầu tiên năm 1924.

## Hình ảnh

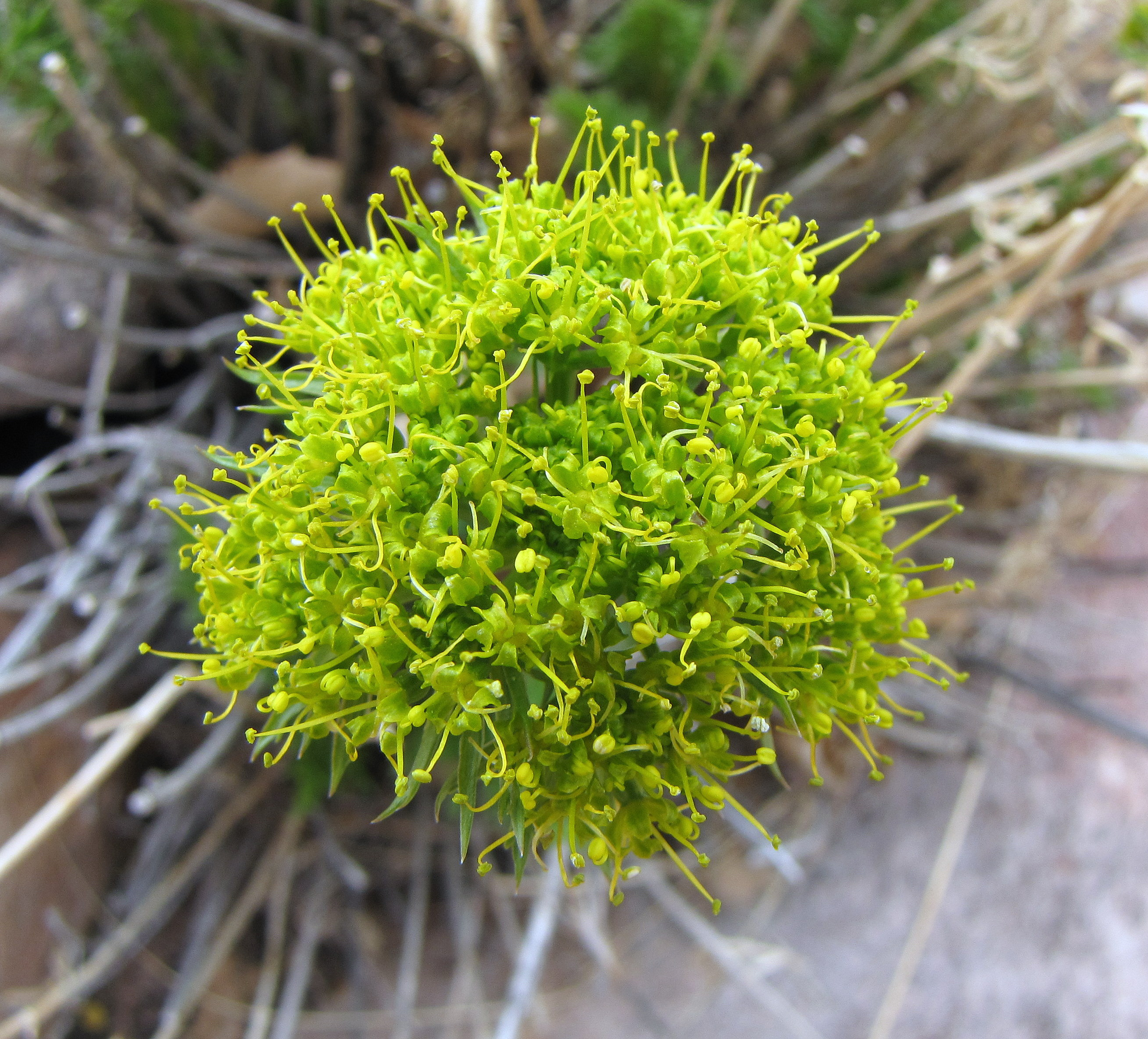
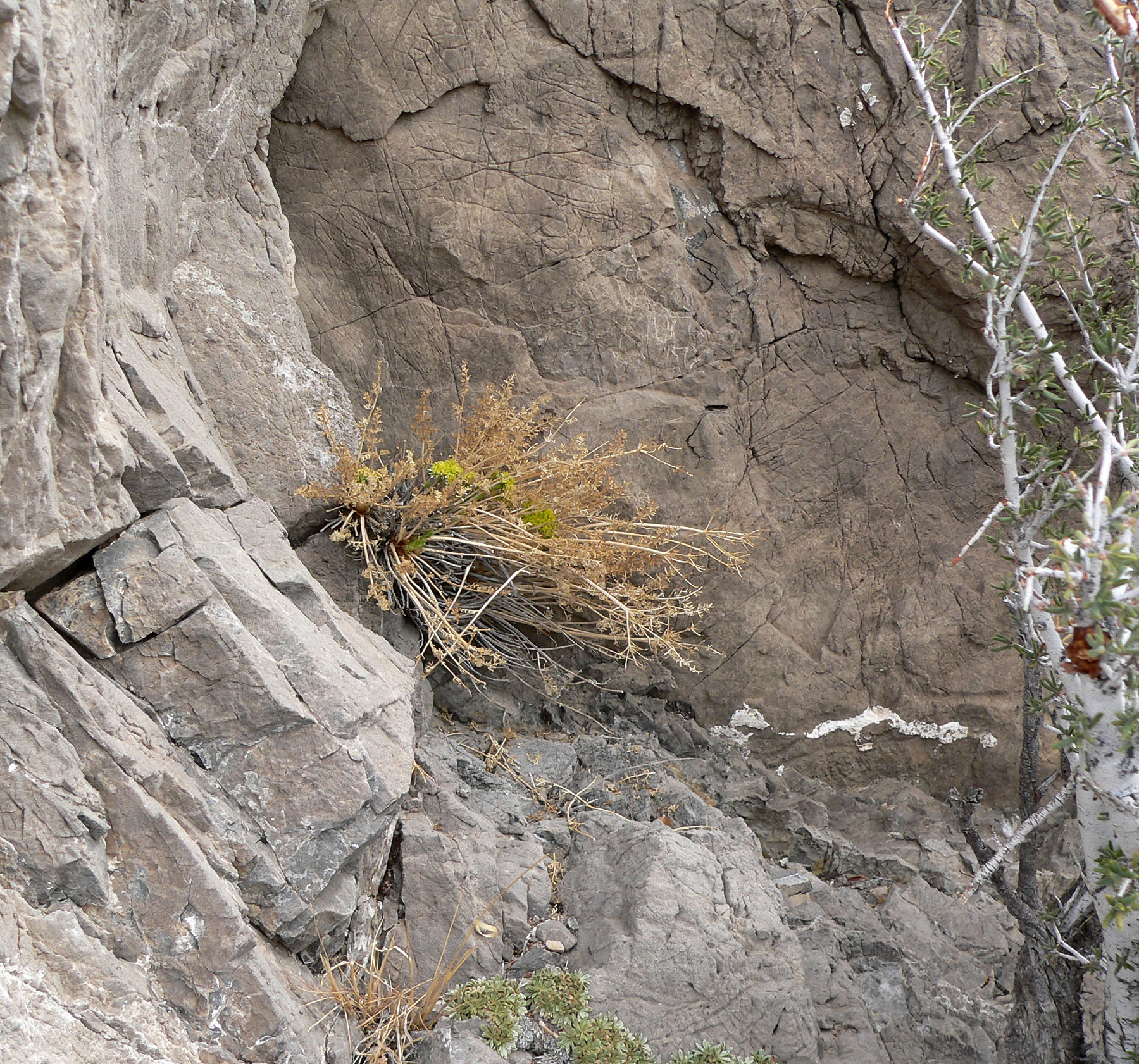
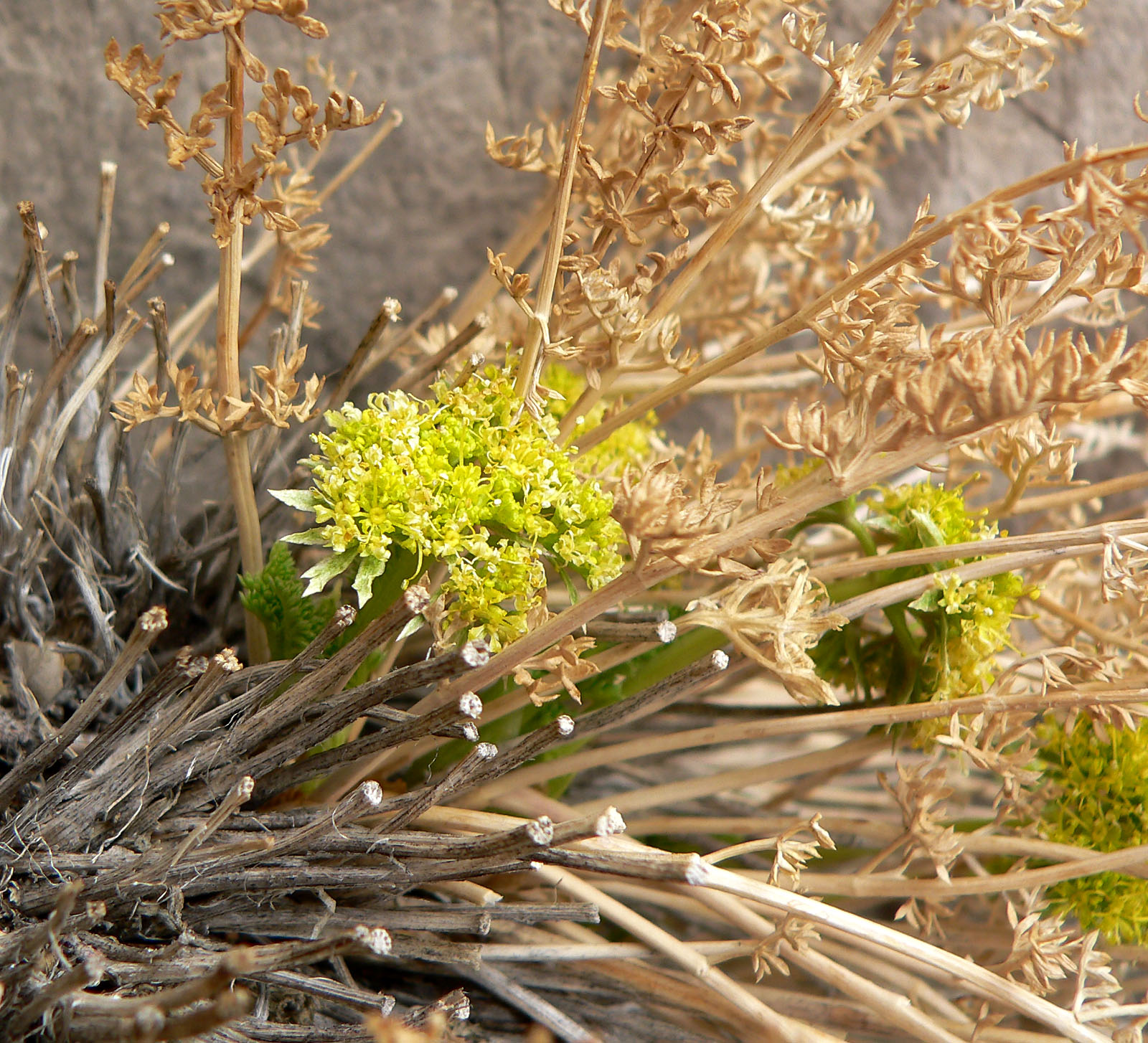
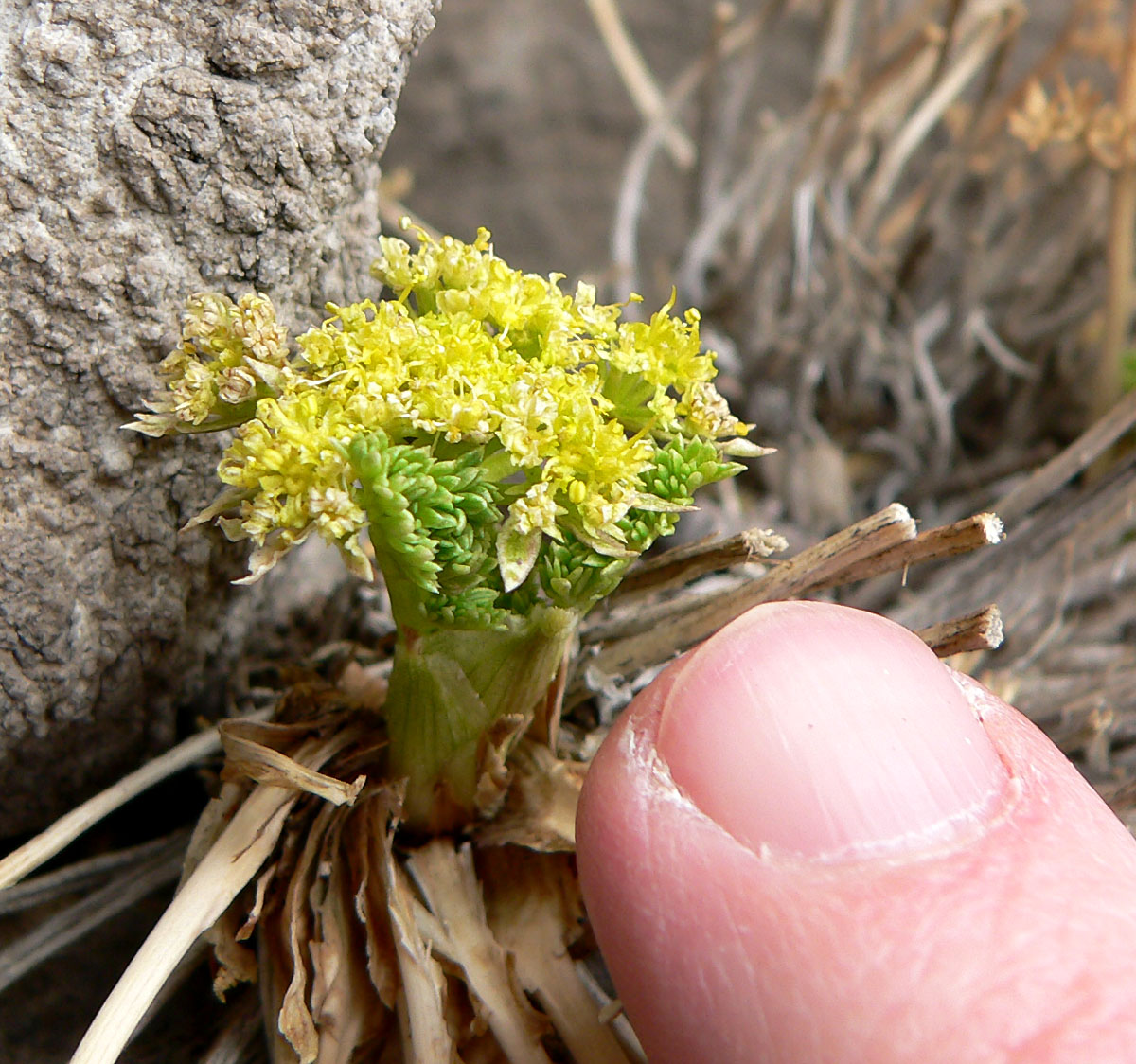